# Międzynarodowy Alians Demokracji Socjalistycznej

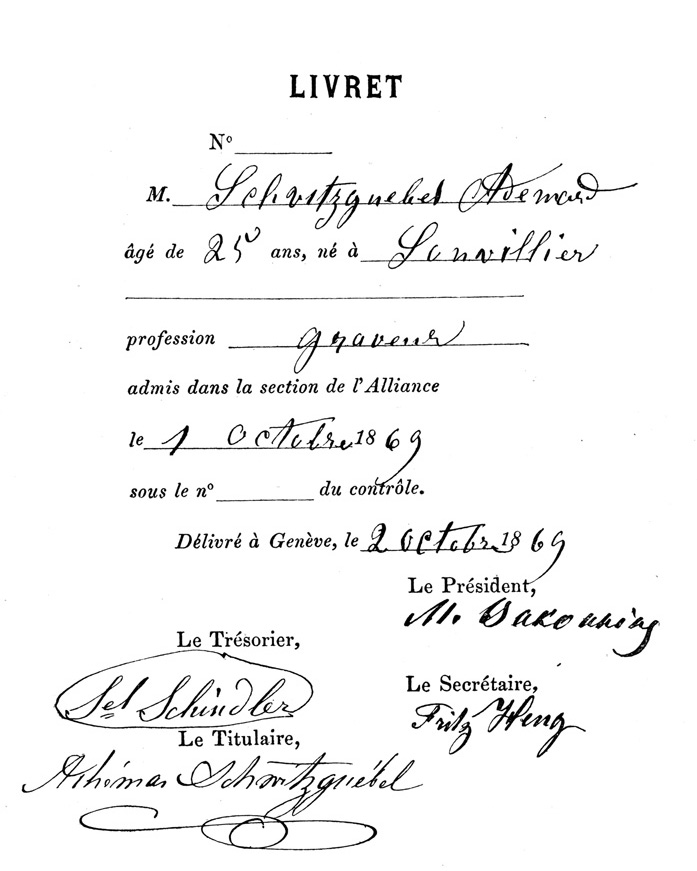
Legitymacja członkowska Aliansu - Genewskiej sekcji Międzynarodówki Adhémara Schwitzguébel, z podpisem Bakunina

Międzynarodowy Alians Demokracji Socjalistycznej – anarchistyczna organizacja założona przez  Michaiła Bakunina w październiku 1868.

## Historia
Bakunin po wystąpieniu z organizacji pacyfistycznej Liga Pokoju i Wolności, postanowił przystąpić wraz ze swoimi zwolennikami do  Międzynarodowego Stowarzyszenia Robotników (I Międzynarodówki). Międzynarodowy Alians Demokracji Socjalistycznej miał stać się sekcją Międzynarodówki, przyjmując jej zasady organizacyjne. 
W tymczasowym komitecie znalazła się kilku działaczy Międzynarodówki jak np. Johann Philipp Becker, Jan Zagórski i Walerian Mroczkowski. 
Rada Generalna MSR, nie przyjęła Aliansu w poczet członków Międzynarodówki, powołując się na kwestie formalne (m.in. dublowanie się międzynarodowych charakterów obu organizacji). Po odmownej decyzji, członkowie Aliansu postanowili rozwiązać formalnie organizację i wstępować do Międzynarodówki poszczególnymi sekcjami lub jako jednostki.Tak więc ze statutu Aliansu wyrzucono fragment dotyczący międzynarodowego charakteru tej organizacji. Jednak Karol Marks domagał się jeszcze zmiany punktu statutu, mówiącego o zrównaniu klas, na zniesienie klas. Bakunin przystał na te zmiany i Alians zmienił nazwę na Centralna Sekcja Aliansu Demokracji Socjalistycznej, która istniała jako sekcja genewska Międzynarodówki. 
Po rozwiązaniu Międzynarodowego Aliansu Demokracji Socjalistycznej, pojawił się problem konsolidacji działań członków Międzynarodówki o poglądach antyautorytarnych i anarchistycznych. W 1869 Bakunin napisał nowy program Aliansu oraz organizacji Bracia Międzynarodowi, które to miały stanowić platformę dla działań grup anarchistycznych. Statuty te stanowiły dowód podczas prac komisji Międzynarodówki, powołanej przez niechętną anarchizmowi marksowską Radę Generalną, mający udowodnić istnienie tajnej grupy chcącej "przejąć władzę" w Międzynarodówce. 
Pod tym pretekstem Bakunin został usunięty z Międzynarodówki w 1872, co doprowadziło do rozłamu w Stowarzyszeniu i praktycznie jego upadku w dotychczasowej formie.

### Program
Program Aliansu przewidywał:
- Zniesienie wszelkich kultów religijnych
- Zastąpienia wiary przez naukę
- Zastąpienia sprawiedliwości boskiej przez ludzką
- Zniesienia prawa dziedziczenia
- Uspołecznienie wszelkich ziem i wszystkich innych środków produkcji oraz kapitału i powierzenie ich stowarzyszeniom robotniczym i gminnym
- Jednakowe szkolnictwo dla wszystkich.

Działacze Aliansu potępiali wszelką działalność polityczną, której celem nie jest bezpośredni i natychmiastowy triumf sprawy robotniczej w walce z kapitałem. Według nich kwestie społeczne mogły zostać ostatecznie rozwiązane wyłącznie na gruncie międzynarodowej solidarności robotniczej, należy więc odrzucić wszelką politykę powołującą się na patriotyzm i prowadzącą do rywalizacji narodów.